# So Good (canção de Zara Larsson)
"So Good" é uma canção da cantora sueca Zara Larsson, gravada para o seu segundo álbum de estúdio com o mesmo título. Conta com a participação do rapper norte-americano Ty Dolla Sign. O seu lançamento ocorreu a 27 de janeiro de 2017, através da editora discográfica Record Company TEN, servindo como quinto single para promoção do disco.

## Faixas e formatos
| Descarga digital |                                                 |         |  |
| N.º              | Título                                          | Duração |  |
| 1.               | "So Good" (com a participação de Ty Dolla Sign) | 2:46    |  |

| Descarga digital |                                                                   |         |  |
| N.º              | Título                                                            | Duração |  |
| 1.               | "So Good" (com a participação de Ty Dolla Sign) (GOLDHOUSE Remix) | 3:25    |  |

| Descarga digital |                                                                  |         |  |
| N.º              | Título                                                           | Duração |  |
| 1.               | "So Good" (com a participação de Ty Dolla Sign) (The Wild Remix) | 3:45    |  |

## Desempenho comercial

### Posições nas tabelas musicais
| Tabela musical (2017)                | Melhor posição |
| ------------------------------------ | -------------- |
| Alemanha - Single-Charts             | 99             |
| Austrália - ARIA Singles Chart       | 59             |
| Bélgica - Ultratip (Flandres)        | 2              |
| Bélgica - Ultratip (Valónia)         | 19             |
| Dinamarca - Tracklisten              | 30             |
| Escócia - Scottish Singles Chart     | 27             |
| Eslováquia - Rádio Top 100           | 80             |
| Estados Unidos - Billboard Pop Songs | 39             |
| Finlândia - Suomen virallinen lista  | 24             |
| França - SNEP                        | 160            |
| Irlanda - Top 100 Singles            | 2              |
| Noruega - VG-lista                   | 27             |
| Nova Zelândia - NZ Heatseekers       | 2              |
| Países Baixos - Tipparade            | 4              |
| Reino Unido - UK Singles Chart       | 44             |
| Suécia - Sverigetopplistan           | 7              |
| Suíça - Schweizer Hitparade          | 89             |

### Certificações
| País   | Provedor | Certificação |
| ------ | -------- | ------------ |
| Suécia | GLF      | Platina      |